# Liopleurodon
Liopleurodon (gr. "dents de cares llises") és un gènere de plesiosaures pliosàurids que visqueren durant el Juràssic Mitjà (fa aproximadament entre 160 i 155 milions d'anys), en el que avui és Europa.

## Descripció
Els liopleurodonts eren uns nedadors molt àgils, malgrat la seva enorme grandària, amb un cos musculós i hidrodinàmic, amb quatre aletes molt potents. Per avançar, utilitzava només les dues aletes davanteres, però per augmentar la velocitat accionava cap enrere les aletes posteriors, utilitzant totes quatre. Tot i que aquest sistema no és eficient, ja que les turbulències creades per les aletes davanteres podien interferir amb el moviment de les del darrere, nedar així permetia al Liopleurodon aconseguir grans acceleracions, fet que resulta avantatjós en caçadors d'emboscada.
Podia submergir-se a grans profunditats sense problema. Els estudis del crani han demostrat que podria explorar l'aigua amb els seus orificis del nas per comprovar la procedència de certes olors. Liopleurodon era un supercarnívor i és improbable que tingués algun depredador.